# Gimat
Gimat è un comune francese di 177 abitanti situato nel dipartimento del Tarn e Garonna nella regione dell'Occitania; gli abitanti sono detti gimatois.

## Società

### Evoluzione demografica
Abitanti censiti